# Heinrich Marx (Politiker)
Heinrich Karl Herrmann Marx (* 12. November 1879 in Wanfried, (Werra-Meißner-Kreis); † 11. Februar 1938 in Köln) war ein deutscher Jurist und Abgeordneter des Provinziallandtages der preußischen Provinz Hessen-Nassau.

## Leben
Heinrich Marx wurde als Sohn des Medizinalrats Florentin Marx und dessen Gemahlin Johanna Helene Trieloff geboren. Nach dem Abitur studierte er Rechtswissenschaften an den Universitäten in Bonn, Berlin und Marburg und promovierte am 10. Mai 1909 zum Dr. Jur. an der Universität Göttingen. Nach dem ersten juristischen Staatsexamen kam er als Referendar zum Amtsgericht Großenlüder und Landgericht Hanau. Nach dem Ende des Militärdienstes als Einjährig-Freiwilliger beim Kurhessischen Feldartillerie-Regiment 47 setzte er seine juristische Ausbildung fort, machte im Dezember 1906 das zweite juristische Staatsexamen und wurde Gerichtsassessor beim Amtsgericht Fulda. Nach zahlreichen erfolglosen Bewerbungen um eine Richterstelle folgte am 1. Juli 1914 die Ernennung zum Amtsrichter in Hilders.
Marx war politisch aktiv und Mitglied der Deutschen Zentrumspartei, für die er 1919 ein Mandat im Kurhessischen Kommunallandtag des Regierungsbezirks Kassel erhielt, aus dessen Mitte er zum Abgeordneten des Provinziallandtages der Provinz Hessen-Nassau bestimmt wurde.
Bevor er zum Landgerichtsdirektor am Landgericht Fulda ernannt wurde, war er Vorsitzender der Strafkammer beim Amtsgericht Fulda. In Köln war er Vorsitzender der 12. Kammer (1934) und der 11. Kammer (1935–1938).